# Teresa Fioroni-Voigt
Teresa Fioroni-Voigt, född 1799, död 1880, var en italiensk konstnär. 
Hon är främst känd för sina elfenbensminiatyrer. 
Hon är representerad på Nationalmuseum i Stockholm.